# Reformierter Kirchenmusikverband Schweiz
Der Reformierte Kirchenmusikverband Schweiz (RKV) ist der Dachverband der Kirchenmusiker in der evangelisch-reformierten Kirche der Schweiz. Er vertritt vor allem die Interessen klassischer Berufstätiger wie Organisten und Kantoren, aber auch anderen Musikschaffenden der reformierten Kirchgemeinden.
Der RKV wurde am 19. Oktober 1969 unter dem Namen Reformierte Organistenverbände der deutschsprachigen Schweiz (ROV) in Zürich gegründet. Davor existierte bereits eine Präsidentenkonferenz regionaler Organistenverbände. Seit frühesten Jahren besteht eine enge Zusammenarbeit mit dem Schweizerischen Kirchengesangsbund, der die reformierten Kirchenchöre vertritt; von 1975 bis 2018 beteiligte sich dieser an der Herausgabe der Verbandszeitschrift Musik und Gottesdienst.
Mit dem allmählichen Wechsel der Anstellungsverhältnisse für Chorleiter, welche anstatt von den Chören neu von den Kirchgemeinden angestellt wurden, erweiterte sich das Profil des traditionellen Organistenverbands zu einem allgemeinen Kirchenmusikerverband. 1990 wurde dies in der Namensänderung zu Reformierte Kirchenmusikerverbände der deutschsprachigen Schweiz verdeutlicht. 2006 folgte die Umbenennung zur heutigen Bezeichnung und damit die Ausweitung des Wirkungsbereichs auf die ganze Schweiz. Der RKV ist Mitglied der IG CHorama.